# Bracken House

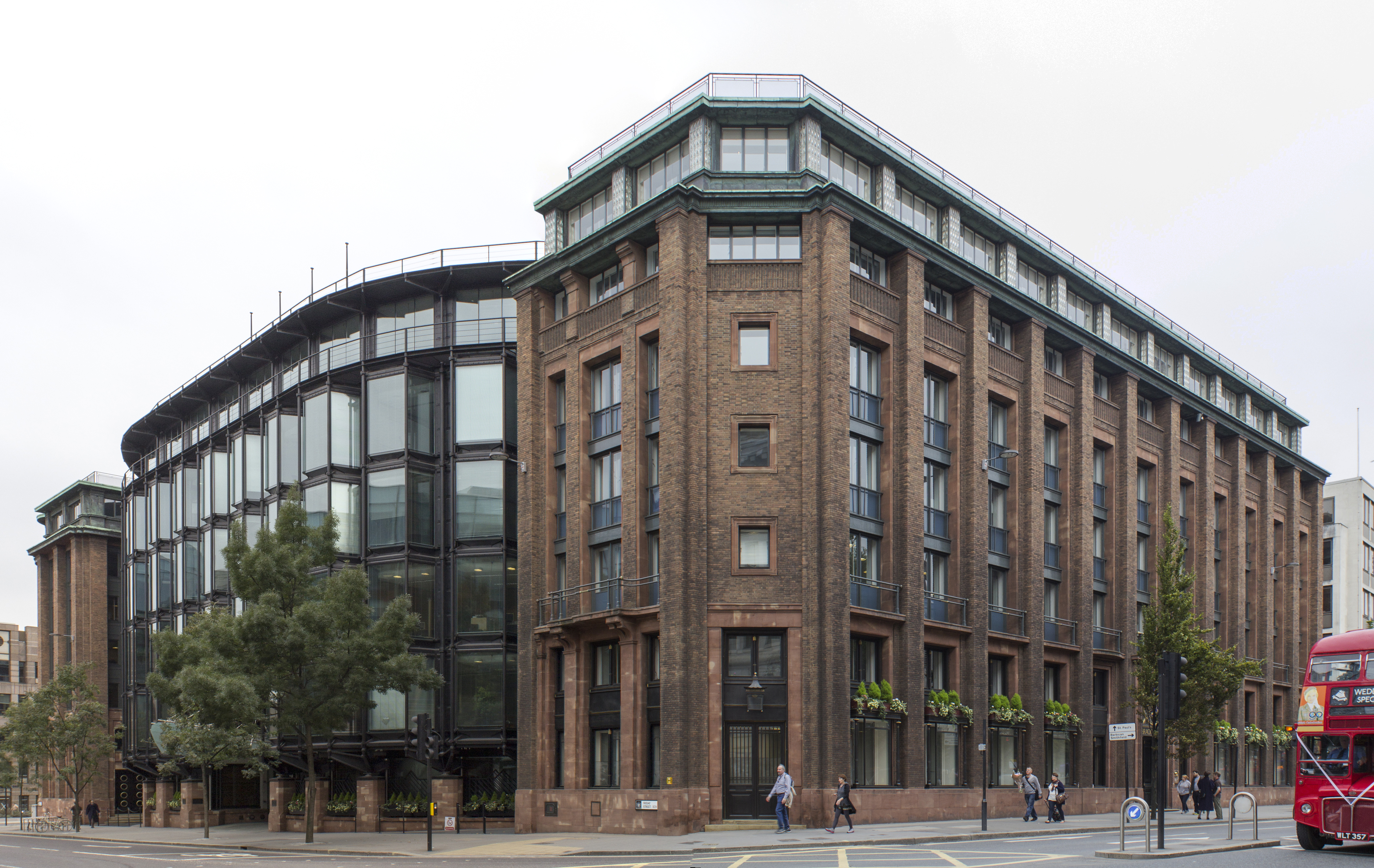
Les façades nord et est

Bracken House est un immeuble situé au 10 Cannon Street dans la City de Londres, occupé par le journal Financial Times jusque dans les années 1980, et à nouveau début mai 2019. Exemple tardif du classicisme moderne, il a été construit de 1955 à 1958 pour servir de siège et d'imprimerie au Financial Times, sur un site bombardé dégagé au sud-est de la cathédrale Saint-Paul. Il est un bâtiment classé de Grade II*, et a été le premier bâtiment construit après la Seconde Guerre mondiale en Angleterre à avoir été classé.
Le Financial Times est revenu à Bracken House, qui a été entièrement rénové en 2018-2019, au printemps 2019.

## Contexte
De nouveaux bureaux étaient nécessaires au Financial Times après sa fusion avec le Financial News en 1945. Le bâtiment a été nommé d'après Brendan Bracken, devenu vicomte Bracken en 1952.
Le bâtiment est recouvert de grès rose, comme une allusion à la couleur rose caractéristique du journal, avec des briques rouges et des fenêtres en bronze, contrastant avec le vert-de gris du toit en cuivre. Au-dessus de l'entrée de Cannon Street se trouve une horloge astrologique, qui présente le visage de Winston Churchill au centre d'un grand rayon de soleil doré, Churchill ayant été un grand ami du vicomte Bracken pendant la guerre.

## Réaménagement des années 80
Comme d'autres journaux, le Financial Times a quitté le centre de Londres dans les années 80 et l'imprimerie a fermé ses portes en 1988. L'immeuble a été vendu en 1987. En août 1987, Bracken House est devenu le premier bâtiment d'après-guerre en Angleterre à devenir un bâtiment classé, pour éviter qu'il ne soit démoli et remplacé par un nouveau bâtiment en verre et en acier proposé par Michael Hopkins and Partners. Avec son entrée principale maintenant au 1 Friday Street à l'est, le bâtiment a été modifié pour inclure de grands bureaux ouverts et des salles de marché pour le siège social européen de l'Industrial Bank of Japan.

Les ajouts Hopkins ont été inclus dans la liste de grade II * en 2013. 

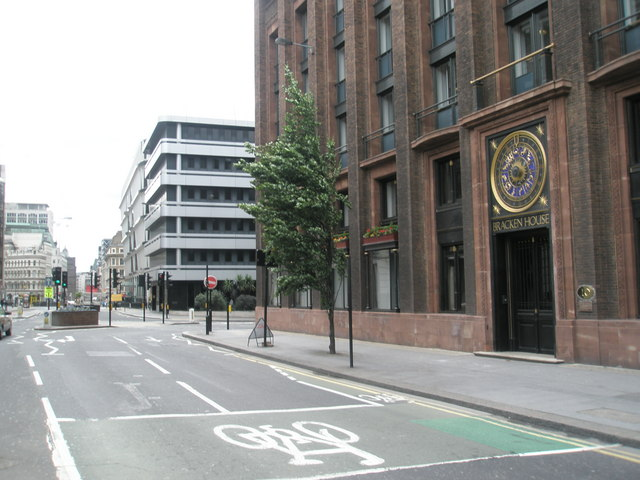
Le long de Cannon Street
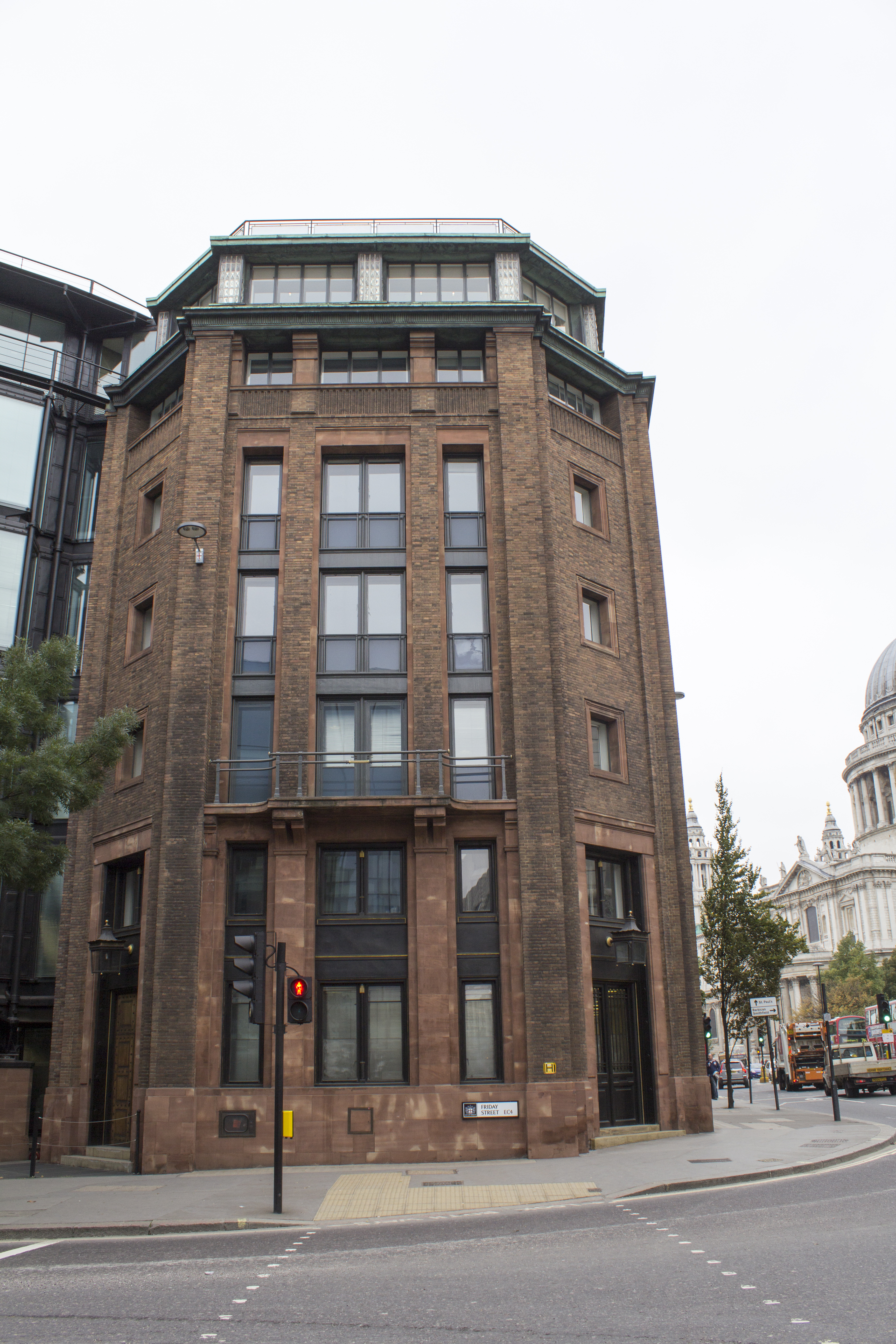
Coin nord-est
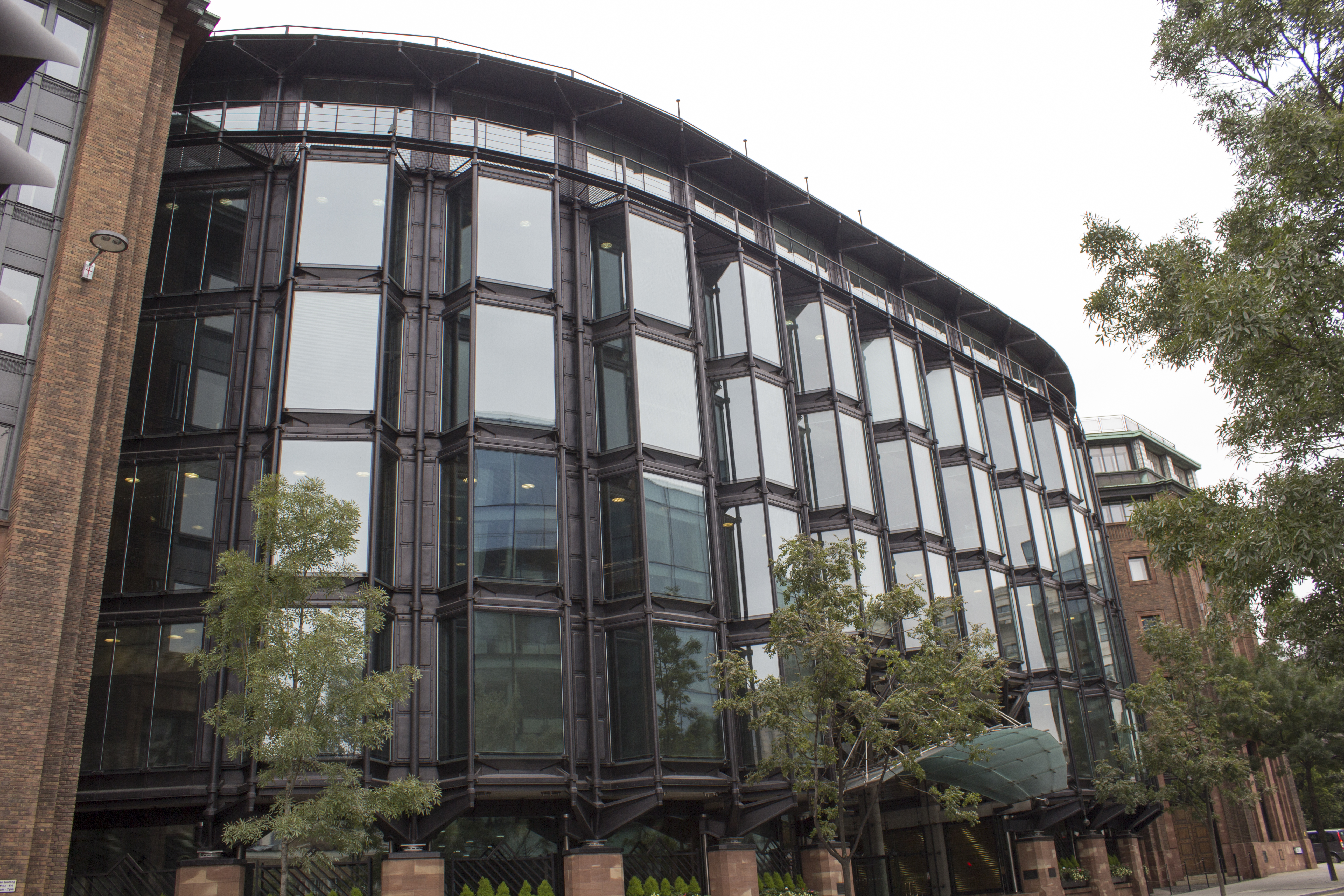
La façade est de Friday Street
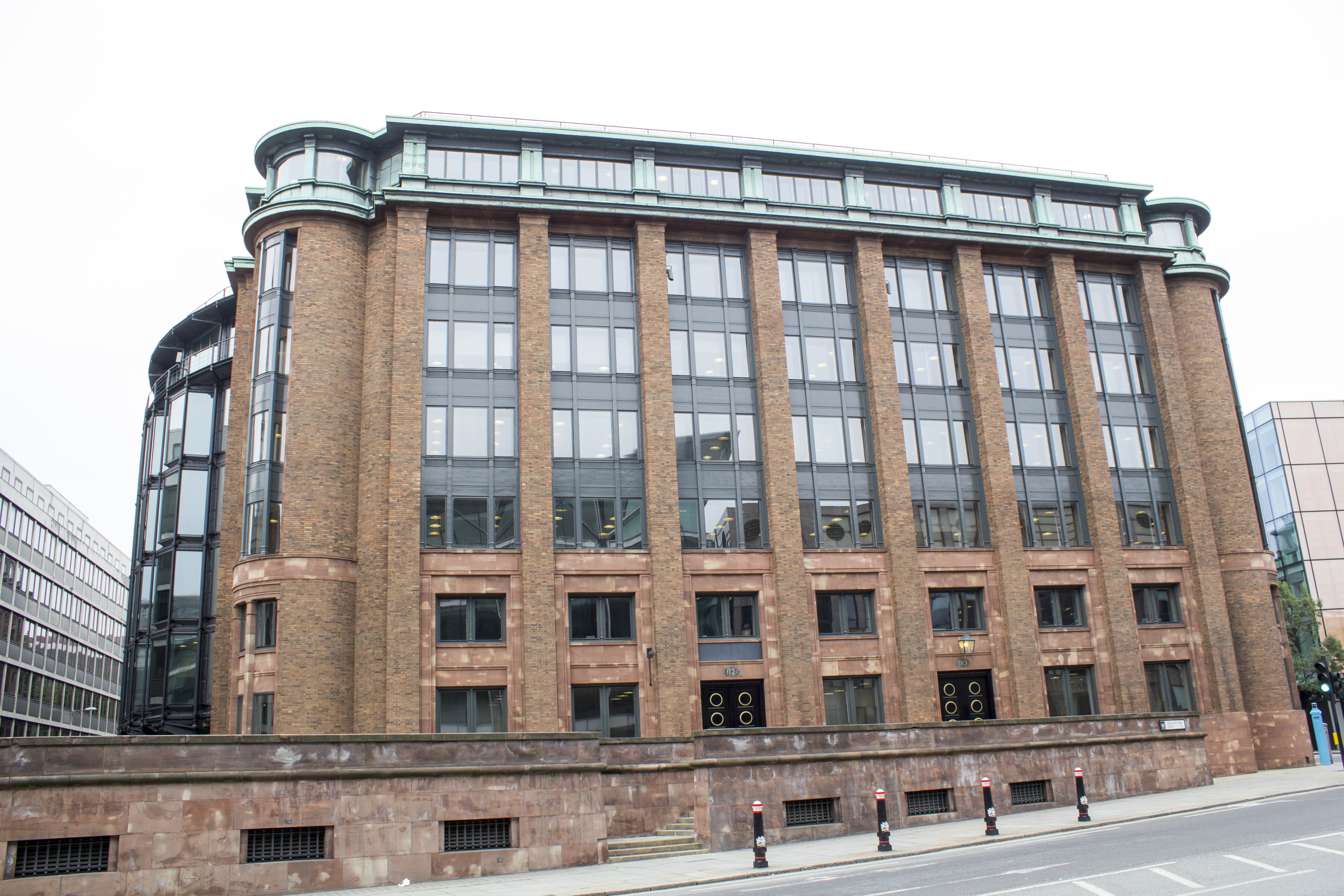
La façade sud de la Queen Victoria Street
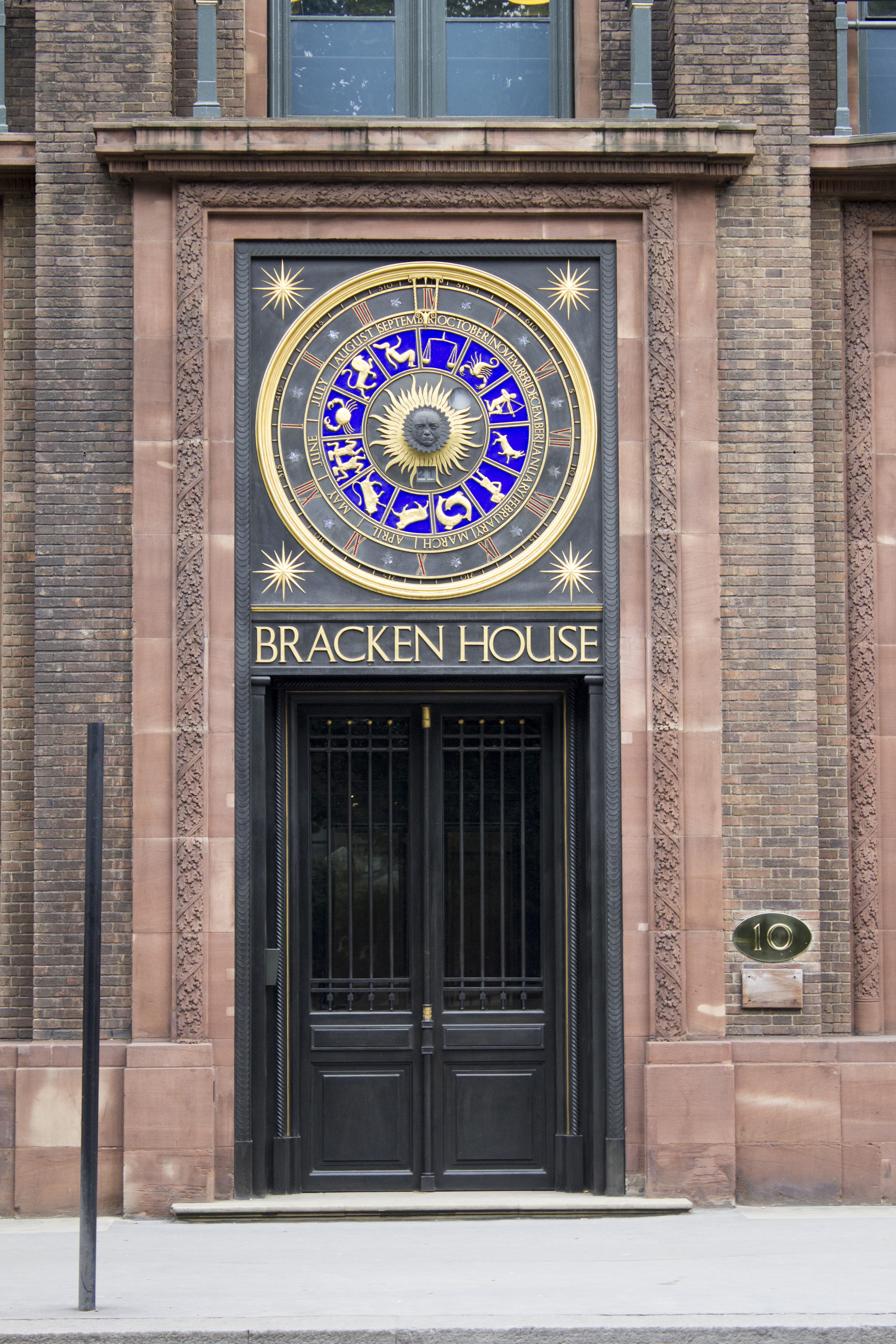
L'horloge astronomique au-dessus de l'entrée
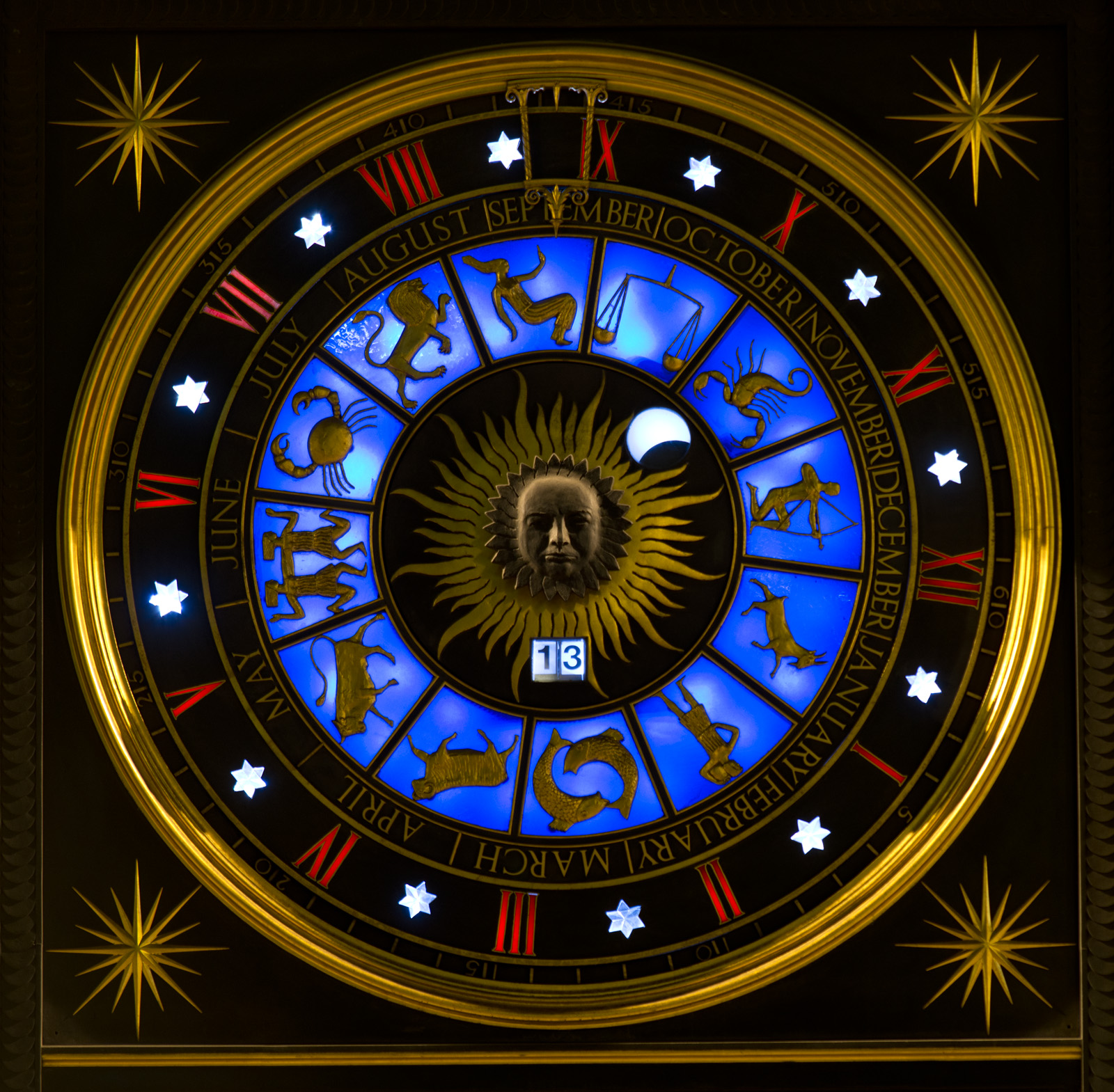
Détail de l'horloge astronomique